# Ús dels articles dels topònims en català
La majoria de topònims no porten article, però el seu ús és considerable. L'ús en català dels articles dels topònims presenta algunes peculiaritats ortogràfiques.

## Articles
En català s'usen en l'àmbit general els articles definits el, la, els, les, que es poden apostrofar (l') o contraure (al, als, del, dels, pel i pels).
En l'àmbit del català balear s'usa l'article salat: es, sa, ses; apostrofat (s') o també amb contraccions (as, des, pes). L'ús de l'article salat es fa en topònims on és tradicional (per exemple, es Mercadal). En canvi en altres casos s'usa l'article literari (la Mola), i en el registre formal és el recomanat.
Alguns topònims usen articles personals: en, na (n'); que poden anar amb els apel·latius ca o son.

## Articles segons el context
Alguns topònims tenen l'article incorporat al nom, altres l'usen només dintre d'un context, i altres van sempre sense article.
el Masnou, història de la Xina, economia de França ...
La majoria de noms de la toponímia major (corònims de països, estats, regions…) s'usen sense article fora de context, molts l'admeten opcionalment, i en d'altres és obligatori, dintre d'un context.
Argentina, Provença, Pirineus ..., però història de l'Argentina, vi de la Provença, mitologia dels Pirineus ...
En altres casos hi ha fluctuació amb diferents tendències en un sentit o l'altre, o bé s'usen sempre sense article.
Àfrica o l'Àfrica, Aragó o l'Aragó ..., però Catalunya, Luxemburg, Egipte ...
En alguns casos es donen diferències semàntiques, sobretot quan s'utilitza un adjectiu darrere del topònim; en aquest cas, cal l'article.
França, però la França colonial.
Els principis generals que determinen l'ús de l'article són:
- Els noms compostos acostumen a dur article.
els Estats Units, la Costa d'Ivori ..., però Corea del Nord, Nova Zelanda ...
- Els grups d'illes van amb article.
les Balears, les Hawaii ...
- La majoria de noms acabats en -a no porten article.
Alsàcia, Croàcia ..., però l'Índia, la Campània ...
- La majoria de noms no acabats en -a porten article.
el Marroc, el Tirol ..., però Lleó, Portugal ...
- La majoria de noms de muntanyes i rius porten article.
el Montseny, la Tordera, la Garona (era Garona en aranès) ...

Les comarques tenen la consideració de toponímia major. Les comarques dels Països Catalans porten article excepte Osona, València, i algunes comarques de Mallorca. Altres unitats menors tenen l'article incorporat (el Baridà, les Guilleries …)
Els noms de comarques i rius incorporats als topònims poden anar amb article o sense.
Cervià de les Garrigues, Cornellà del Terri..., però Bellver de Cerdanya, Sant Adrià de Besòs...
En la toponímia menor (subcomarques, municipis…) l'article queda incorporat al nom.
el Vendrell, el Caire, la Batllia...

### Llista dels municipis dels Països Catalans que duen article inicial al topònim
Aquesta llista presenta totes les comarques dels Països Catalans en negreta, amb els municipis respectius, si n'hi ha, que duen article al topònim. En el cas d'Andorra, cal parlar de parròquies i no pas de municipis, i a la llista s'hi ha inclòs l'Alguer, que no és una comarca, i que té la pertinença als Països Catalans discutida.
 

| l'Alacantí el Campello la Torre de les Maçanes l'Alcalatén l'Alcora les Useres l'Alcoià l'Alguer l'Alt Camp els Garidells la Masó el Milà el Pla de Santa Maria el Pont d'Armentera la Riba el Rourell l'Alt Empordà l'Armentera l'Escala el Far d'Empordà la Jonquera el Port de la Selva la Selva de Mar l'Alt Maestrat la Torre d'en Besora l'Alt Millars el Castell de Vilamalefa la Font de la Reina la Pobla d'Arenós l'Alt Penedès les Cabanyes la Granada el Pla del Penedès l'Alt Urgell el Pont de Bar la Seu d'Urgell les Valls d'Aguilar les Valls de Valira la Vansa i Fórnols l'Alt Vinalopó el Camp de Mirra la Canyada l'Alta Cerdanya la Cabanassa la Guingueta d'Ix la Tor de Querol l'Alta Ribagorça el Pont de Suert la Vall de Boí Andorra la Massana l'Anoia el Bruc els Hostalets de Pierola la Llacuna la Pobla de Claramunt els Prats de Rei la Torre de Claramunt el Bages l'Estany el Pont de Vilomara i Rocafort el Baix Camp l'Albiol l'Aleixar l'Argentera les Borges del Camp la Febró la Selva del Camp Vandellòs i l'Hospitalet de l'Infant Vinyols i els Arcs el Baix Cinca el Baix Ebre l'Aldea l'Ametlla de Mar l'Ampolla el Perelló el Baix Empordà la Bisbal d'Empordà la Pera la Tallada d'Empordà el Baix Llobregat la Palma de Cervelló el Papiol el Prat de Llobregat | el Baix Maestrat la Jana la Pobla de Benifassà la Salzadella el Baix Penedès l'Arboç la Bisbal del Penedès el Montmell el Vendrell el Baix Segura la Granja de Rocamora els Montesinos el Pilar de la Foradada el Baix Vinalopó la Baixa Ribagorça les Paüls la Pobla de Roda el Pont de Montanyana la Vall de Lierp la Baixa Cerdanya el Barcelonès l'Hospitalet de Llobregat el Berguedà l'Espunyola la Nou de Berguedà la Pobla de Lillet la Quar el Camp de Morvedre el Camp de Túria l'Eliana la Pobla de Vallbona la Canal de Navarrés el Capcir els Angles la Llaguna el Comtat l'Alqueria d'Asnar l'Orxa la Conca de Barberà l'Espluga de Francolí les Piles el Conflent els Masos la Costera l'Alcúdia de Crespins la Font de la Figuera el Genovés la Granja de la Costera la Llosa de Ranes Eivissa el Fenolledès l'Esquerda la Tor de França el Viver la Foia de Bunyol Formentera el Garraf Vilanova i la Geltrú les Garrigues l'Albagés l'Albi les Borges Blanques el Cogul l'Espluga Calba la Floresta la Granadella els Omellons la Pobla de Cérvoles el Soleràs els Torms el Vilosell la Garrotxa les Planes d'Hostoles les Preses la Vall d'en Bas la Vall de Bianya el Gironès l'Horta Nord la Pobla de Farnals el Puig de Santa Maria l'Horta Oest l'Horta Sud Llevant | la Llitera el Campell el Torricó el Maresme el Masnou la Marina l'Atzúvia la Marina Baixa l'Alfàs del Pi el Castell de Guadalest la Nucia la Vila Joiosa el Matarranya la Canyada de Beric la Codonyera la Freixneda la Ginebrosa la Portellada la Sorollera la Torre de Vilella la Torre del Comte la Vall de Tormo Menorca es Castell es Mercadal es Migjorn Gran Migjorn ses Salines el Montsià la Galera la Sénia la Noguera les Avellanes i Santa Linya la Baronia de Rialb la Sentiu de Sió Osona el Brull les Masies de Roda les Masies de Voltregà el Pallars Jussà la Pobla de Segur la Torre de Cabdella el Pallars Sobirà la Guingueta d'Àneu la Vall de Cardós la comarca de Palma el Pla d'Urgell el Palau d'Anglesola el Poal el Pla de l'Estany el Pla de Mallorca la Plana Alta les Coves de Vinromà la Pobla Tornesa la Serra d'en Galceran la Serratella la Torre d'en Doménec la Vall d'Alba la Plana Baixa l'Alcúdia de Veo les Alqueries la Llosa la Vall d'Uixó la Vilavella la Plana d'Utiel els Ports el Forcall la Todolella el Priorat la Bisbal de Montsant la Figuera els Guiamets el Lloar el Masroig el Molar la Morera de Montsant la Torre de Fontaubella la Vilella Alta la Vilella Baixa el Racó d'Ademús la Pobla de Sant Miquel el Raiguer sa Pobla | la Ribera Alta l'Alcúdia l'Ènova la Pobla Llarga la Ribera Baixa la Ribera d'Ebre la Palma d'Ebre el Ripollès les Llosses el Rosselló el Barcarès la Bastida les Cases de Pena la Roca d'Albera el Soler la Torre del Bisbe el Voló la Safor l'Alqueria de la Comtessa la Font d'en Carròs el Real de Gandia la Segarra les Oluges els Plans de Sió el Segrià els Alamús Gimenells i el Pla de la Font la Granja d'Escarp la Portella la Selva la Cellera de Ter la Serra de Tramuntana el Serrans les Alcubles la Iessa la Llosa del Bisbe el Villar el Solsonès la Coma i la Pedra la Molsosa el Tarragonès la Canonja el Catllar el Morell la Nou de Gaià els Pallaresos la Pobla de Mafumet la Pobla de Montornès la Riera de Gaià la Secuita la Terra Alta la Fatarella el Pinell de Brai la Pobla de Massaluca l'Urgell la Fuliola els Omells de na Gaia la Vall d'Albaida l'Olleria el Palomar la Pobla del Duc el Ràfol de Salem la Vall d'Aran es Bòrdes la comarca de València la Vall de Cofrents el Vallès Occidental el Vallès Oriental l'Ametlla del Vallès les Franqueses del Vallès la Garriga la Llagosta la Roca del Vallès el Vallespir l'Albera els Banys d'Arles i Palaldà les Cluses la Menera el Pertús el Tec el Vinalopó Mitjà l'Alguenya el Fondó de les Neus el Fondó dels Frares la Romana |

### Països amb article singular[4]
| - l'Afganistan - l'Alt Karabakh - l'Aràbia Saudita - l'Argentina - l'Azerbaidjan - el Benín - el Bhutan - el Brasil - el Camerun - el Canadà - la Ciutat del Vaticà - el Congo - la Costa d'Ivori | - El Salvador - l'Equador - el Gabon - el Iemen - l'Índia - l'Iran - l'Iraq - el Japó - el Kazakhstan - el Kirguizstan - el Líban | - el Marroc - el Nepal - el Níger - el Pakistan - el Paraguai - el Perú - el Regne Unit de la Gran Bretanya i Irlanda del Nord - la República Centreafricana - la República Dominicana - la República Txeca - el Sàhara Occidental | - la Samoa/Nord-americana - el Senegal - el Sudan/del Sud - el Tadjikistan - el Timor Oriental - el Togo - el Turkmenistan - el Txad - l'Uruguai - l'Uzbekistan - el Vietnam - la Xina |

### Continents amb article
- l'Àfrica
- l'Antàrtida
- l'Àsia

### Regions amb article singular
| - l'Algarve - l'Aragó - la Bretanya - la Campània - el Caixmir | - el Laci - la Ligúria - el Llenguadoc - la Llombardia - la Manxa | - el País Basc/de Gal·les/Dogon/Valencià - la Patagònia - el Piemont - la Provença | - el Quebec - el Tibet - el Tirol - la Toscana - el Vènet |

### Contextos aïllats
En contextos aïllats, com llistes, gràfics, mapes, enumeracions, normalment requereixen l'estalvi de caràcters i s'omet l'article.
Mataró (Maresme), Montevideo (Uruguai) ...

## Majúscules i minúscules
Els articles dels topònims catalans i catalanitzats s'escriuen sempre en minúscula, tant en un text, llistats, com en una relació o en cartografia, llevat que es trobin al començament d'una frase.
la Bisbal d'Empordà, es Castell, els Aspres, la Manxa ...
En canvi, quan l'article forma part d'un topònim no catalanitzat s'escriu en majúscula.
Los Angeles, El Salvador, Le Havre ...
Els articles personals també van en minúscula.
cala en Turqueta, na Franquesa ...
Els apel·latius ca i son van sempre en majúscula.
Son Macià, Ca na Costa ...

## Apostrofació
En el cas de topònims en català o adaptats al català, els articles el, la, es, sa, en, na s'apostrofen sempre, d'acord amb la normativa general: l', s', n'.
l'Alguer, l'Havana, s'Espalmador, s'Arenal, Castellar de n'Hug ..., però la Haia (per fonètica).
Els topònims no adaptats al català s'escriuen en la seva forma original.
El Escorial, Le Havre, L'Île-Rousse ...
L'apel·latiu son no es trenca davant de vocal.
Son Espanyol ...

## Contracció
En topònims catalans o catalanitzats, els articles el, els i es es contrauen quan segueixen a les preposicions a, de o per en les formes al, als, as, del, dels, des, pel, pels i pes.
Museu Arqueològic del Caire, dels Monegres (però Castejón de Monegros), des Mercadal, als Pallaresos ...
Darrere de l'apel·latiu ca també es contrauen en cal, cals, cas i can.
Cal Donyanna, Cas Capiscol, Can Boada ...
En canvi, l'article personal en no es contrau darrere de les preposicions a o de.
la Vall d'en Bas, illa d'en Colom ...
En el cas de topònims no adaptats al català, els articles no es contrauen i s'apostrofen darrere de la preposició de.
d'El Bierzo, d'El Puerto de Santa María, al Salvador ...